# Karyn Balm
Danielle Balm dite Karyn Balm(e) est une actrice française, née le 29 avril 1939 à Saumur et morte le 12 novembre 1980 à Saint-Cloud.

## Biographie
Son rôle le plus important reste celui de La Grande Lessive (!) où elle est la partenaire de Bourvil. Après 1972, elle se consacrera surtout au théâtre et à la télévision. 
Elle est morte d'un cancer en 1980.

## Filmographie
- 1960 : Un couple de Jean-Pierre Mocky
- 1961 : Une femme est une femme de Jean-Luc Godard
- 1961 : Les Livreurs de Jean Girault
- 1966 : Sale temps pour les mouches de Guy Lefranc (la secrétaire)
- 1967 : L'Amateur ou S.O.S. Fernand, série télévisée
- 1967 : Ces messieurs de la famille de Raoul André (Evelyne Broca)
- 1967 : Voyage à deux de Stanley Donen (Simone)
- 1968 : Cinq jours d'automne, téléfilm de Pierre Badel
- 1968 : Au théâtre ce soir : Les Compagnons de la marjolaine de Marcel Achard, mise en scène Robert Manuel, réalisation Pierre Sabbagh, Théâtre Marigny
- 1968 : La Grande Lessive (!) de Jean-Pierre Mocky (Mélane)
- 1969 : Thibaud ou les Croisades, série télévisée de Henri Colpi (Geneviève) (saison 2, épisode 11 : Le Chevalier Noir)
- 1970 : Allô Police, série télévisée (1 épisode : Grand-mère prise au piège)
- 1970 : La Brigade des maléfices, série télévisée de Claude Guillemot (1 épisode : Les dents d'Alexis)
- 1970 : Alyse et Chloé de René Gainville (Marthe)
- 1971 : Pouce de Pierre Badel (Manon)
- 1971 : Madame êtes-vous libre ? de Claude Heymann (Gigi)
- 1972 : Tout le monde il est beau, tout le monde il est gentil de Jean Yanne (une speakerine de Radio Plus)

## Théâtre
- 1965 : Les Barbares de Jacques Bedos, mise en scène Frédéric Valmain, Théâtre Charles de Rochefort